# Comuna Kojenîkî, Bila Țerkva
Kojenîkî (în ucraineană Коженики) este o comună în raionul Bila Țerkva, regiunea Kiev, Ucraina, formată din satele Klocikî și Kojenîkî (reședința).

## Demografie
Componența lingvistică a comunei Kojenîkî
     Ucraineană (96,71%)
     Rusă (2,9%)
     Alte limbi (0,39%)
Conform recensământului din 2001, majoritatea populației comunei Kojenîkî era vorbitoare de ucraineană (96,71%), existând în minoritate și vorbitori de rusă (2,9%).